# 0382

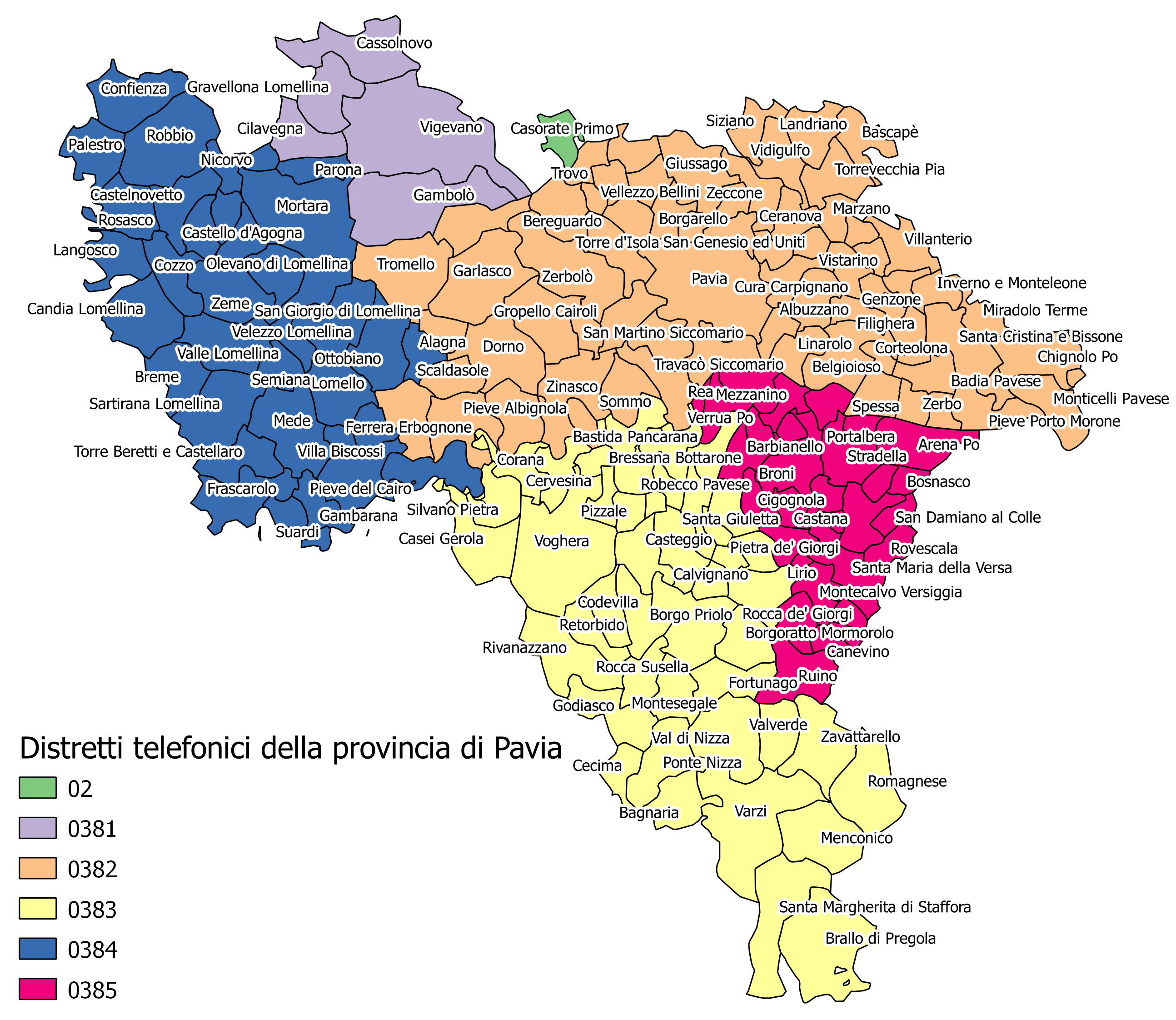
Mappa dei prefissi telefonici nella provincia di Pavia

0382 è il prefisso telefonico del distretto di Pavia, appartenente al compartimento di Milano.
Il distretto comprende la parte nord-orientale della provincia di Pavia. Confina con i distretti di Milano (02) a nord, di Lodi (0371) e di Codogno (0377) a est, di Piacenza (0523) a sud-est, di Stradella (0385) e di Voghera (0383) a sud, di Mortara (0384) a ovest e di Vigevano (0381) a nord-ovest.

## Aree locali e comuni
Il distretto di Pavia comprende 69 comuni compresi nelle 3 aree locali di Garlasco (ex settori di Garlasco e Sannazzaro de' Burgondi), Pavia (ex settori di Certosa di Pavia e Pavia) e Santa Cristina e Bissone (ex settori di Belgioioso, Landriano, Lardirago e Santa Cristina e Bissone). I comuni compresi nel distretto sono: Alagna, Albuzzano, Badia Pavese, Bascapè, Battuda, Belgioioso, Bereguardo, Borgarello, Borgo San Siro, Bornasco, Carbonara al Ticino, Cava Manara, Ceranova, Certosa di Pavia, Chignolo Po, Copiano, Corteolona e Genzone, Costa de' Nobili, Cura Carpignano, Dorno, Ferrera Erbognone, Filighera, Garlasco, Gerenzago, Giussago, Gropello Cairoli, Inverno e Monteleone, Landriano, Lardirago, Linarolo, Magherno, Marcignago, Marzano, Mezzana Rabattone, Miradolo Terme, Monticelli Pavese, Pavia, Pieve Albignola, Pieve Porto Morone, Rognano, Roncaro, San Genesio ed Uniti, San Martino Siccomario, San Zenone al Po, Sannazzaro de' Burgondi, Santa Cristina e Bissone, Sant'Alessio con Vialone, Scaldasole, Siziano, Sommo, Spessa, Torre d'Arese, Torre de' Negri, Torre d'Isola, Torrevecchia Pia, Travacò Siccomario, Trivolzio, Tromello, Trovo, Valle Salimbene, Vellezzo Bellini, Vidigulfo, Villanova d'Ardenghi, Villanterio, Vistarino, Zeccone, Zerbo, Zerbolò e Zinasco .